# Bosque de Białowieża
El Bosque de Białowieża es una reserva natural enclavada en uno de los últimos bosques vírgenes de Europa que acoge a un gran número de ungulados de gran tamaño, entre ellos el extraño y casi extinto bisonte europeo. Desde 1945 se encuentra dividido administrativamente entre Polonia (donde recibe el nombre de Puszcza Białowieska ) y Bielorrusia (donde se le llama Белавежская пушча o Белавежа -Belavézhskaya Pushcha o Belavezha). Ambas partes están separadas por una valla que impide por igual el libre movimiento de grandes animales como de turistas. El bosque recibe su nombre de la localidad polaca de Białowieża, la más cercana a su emplazamiento. La ciudad bielorrusa de Brest se encuentra a 70 kilómetros del bosque en dirección sur.
En la parte bielorrusa del parque el bisonte no vaga en total libertad, sino que se encuentra en una especie de zoo con zonas acotadas donde también hay otros ungulados bajo vigilancia especial (entre ellos, dos híbridos de bisonte y vaca doméstica, de gran tamaño). También cuenta con un museo, un restaurante, bares y hoteles construidos durante la época soviética. Para acceder al parque debe de obtenerse primero el permiso del Ministerio de Interior, por lo que el número de turistas extranjeros anuales (ya de por sí escaso en Bielorrusia) es bastante bajo. En los últimos años se ha tratado de promover el turismo de familia nacional mediante la construcción en las cercanías de la Casa de Ded Moroz o "el abuelo de los fríos", la versión eslava de Santa Claus.

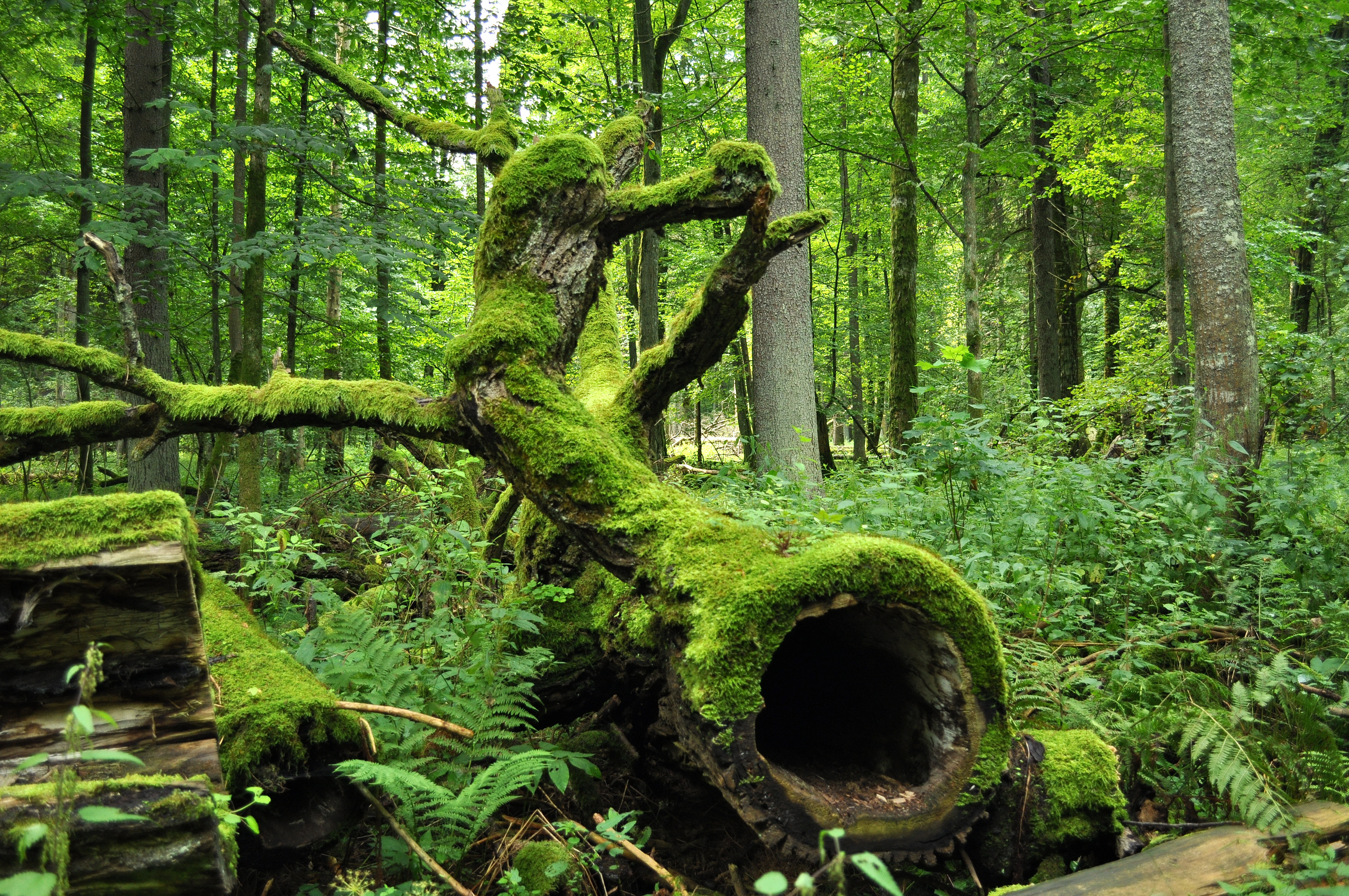
Árbol caído en el bosque de Białowieża

En la parte polaca, por otro lado, se encuentra el refugio de caza personal construido por los zares de Rusia. En la actualidad ha sido reformado y acoge en su interior un hotel, restaurante y aparcamientos. Los turistas pueden marchar por el parque a pie, en bicicleta o en carruaje de caballos, siempre bajo la supervisión de un encargado. Se estima que cada año visitan la parte polaca cerca de 100.000 turistas, a pesar de que es considerablemente más pequeña que la bielorrusa.
La parte polaca del bosque fue declarada Reserva de la Biosfera por la Unesco en 1976 y Patrimonio de la Humanidad en 1979; la parte bielorrusa recibió esas mismas calificaciones en 1993 y 1992 respectivamente. Entre las áreas protegidas y de transición de ambos países suma más de 1800 kilómetros cuadrados de extensión, siendo su superficie actual de 10.502 ha (105.020.000 m cuadrados), de las que 4.747 ha se encuentran bajo la protección integral.  

## Parte bielorrusa
En el lado bielorruso de la reserva de la biosfera ocupa 1.771 km²; la zona nuclear se extiende por 157 km²; en la zona de protección son 714 km² y la zona de transición 900 km²; el parque nacional y el sitio Patrimonio de la Humanidad se extiende por 876 km². El cuartel general de Belavézhskaya Pushcha en Kamieniuki, Bielorrusia incluye instalaciones de laboratorio y un zoo donde pueden verse bisontes (reintroducido en el parque en 1929), caballos konik semi-salvajes, jabalíes, alces y otros animales nativos que pueden verse en recintos en su hábitat natural. También hay un pequeño de museo, restaurante, cafetería y alojamiento en hotel (construidos durante la era soviética y actualmente en ruinas). Debido a la falta de instalaciones y al escaso turismo, pocos extranjeros visitan la Pushcha bielorrusa anualmente.

## Parte polaca
En el lado polaco, el parque nacional de Białowieża, el territorio está parcialmente protegido como Białowieski Park Narodowy (parque nacional de Białowieża), con un área general de alrededor de 100 km². Está el Białowieska Glade, un complejo de edificios originariamente construido por los zares de Rusia– los últimos propietarios privados del bosque (desde 1888 a 1917) cuando todo el bosque estaba dentro del Imperio ruso. El Glade está equipado con un hotel, restaurante y zonas de aparcamiento. Pueden contratarse visitas guiadas en las zonas estrictamente controladas del parque a pie o en carros guiados por caballos. Aproximadamente 200.000 turistas visitan la parte polaca del bosque anualmente.

## Flora

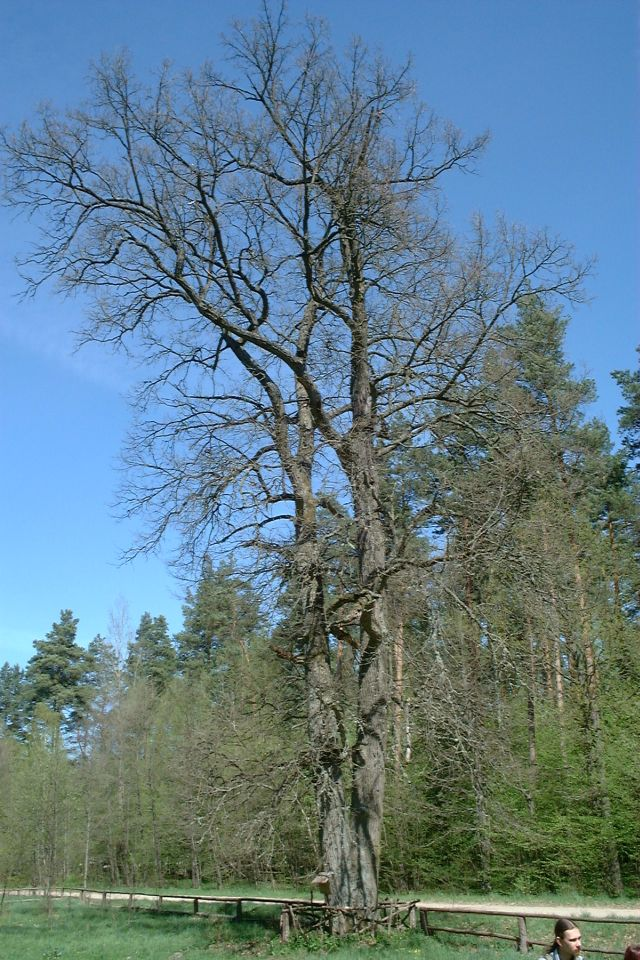
Hayas en el Bosque de Białowieża, destacando sobre los árboles de detrás.

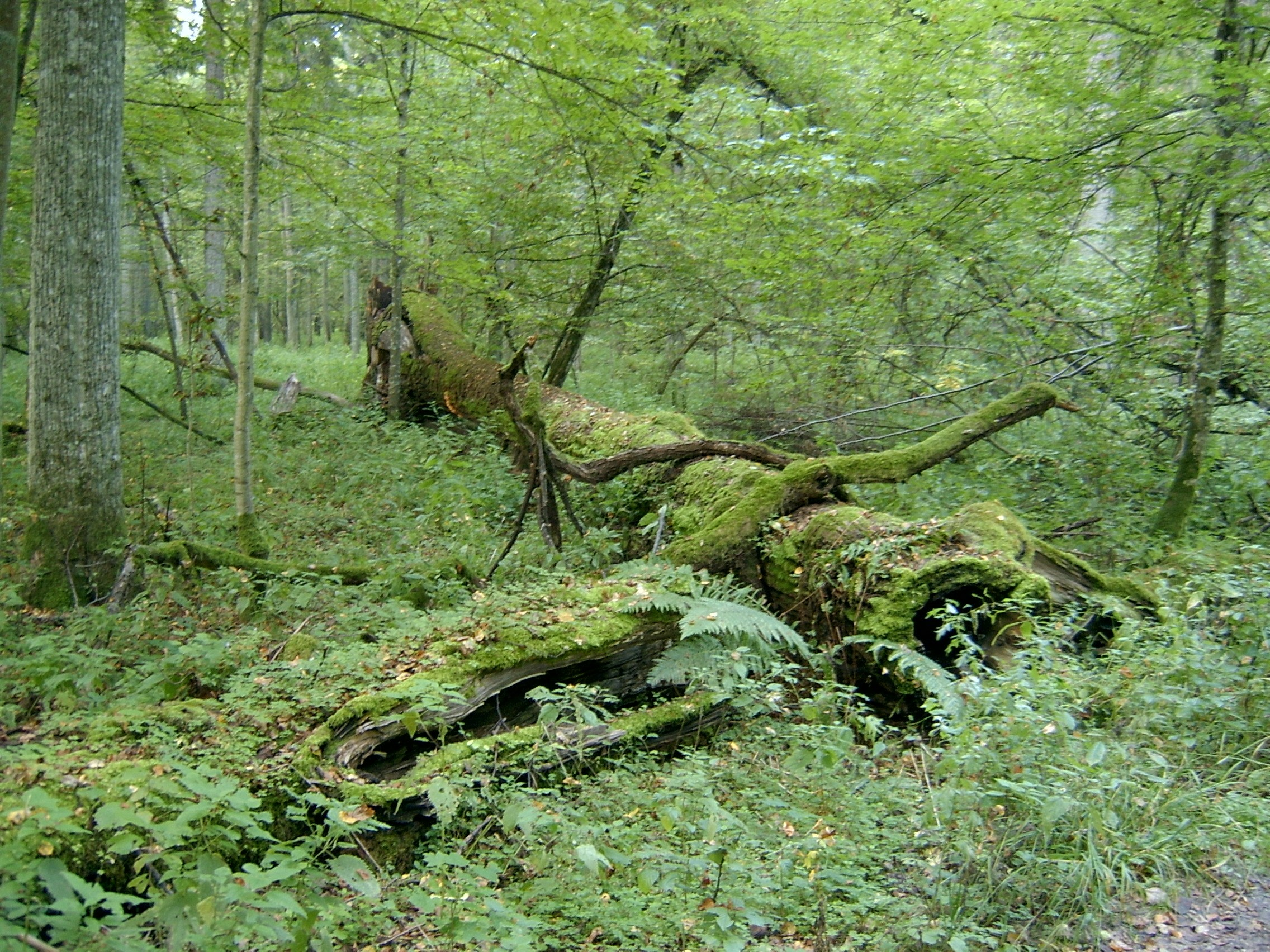
Interior del Bosque de Białowieża.

El Bosque de Białowieża es uno de los últimos restos imperturbados del antiguo Gran Bosque de Lituania, un extenso bosque mixto que cubría gran parte de Europa central y oriental. Los árboles de hoja caduca más característicos son los fresnos, robles, tilos, olmos, alisos y carpes. En menor medida, aunque también muy abundantes, hay árboles de hoja perenne salpicados entre el resto. Los árboles de Białowieża son famosos por su tamaño y longevidad, pues entre ellos no escasean auténticos monumentos vegetales con más de 500 años de antigüedad y 50 metros de altura. La política del parque es de máximo respeto por los árboles, hasta el punto de que no se retiran los ejemplares muertos o caídos, que sirven de refugio a muchas especies de pequeños animales.
En los claros entre los árboles abundan también las hierbas y plantas arbustivas, base de la dieta de muchos de los moradores del parque. Gracias a la humedad reinante en todo el complejo, los helechos, musgos y hongos son también muy frecuentes y están representados por decenas de especies.

## Fauna

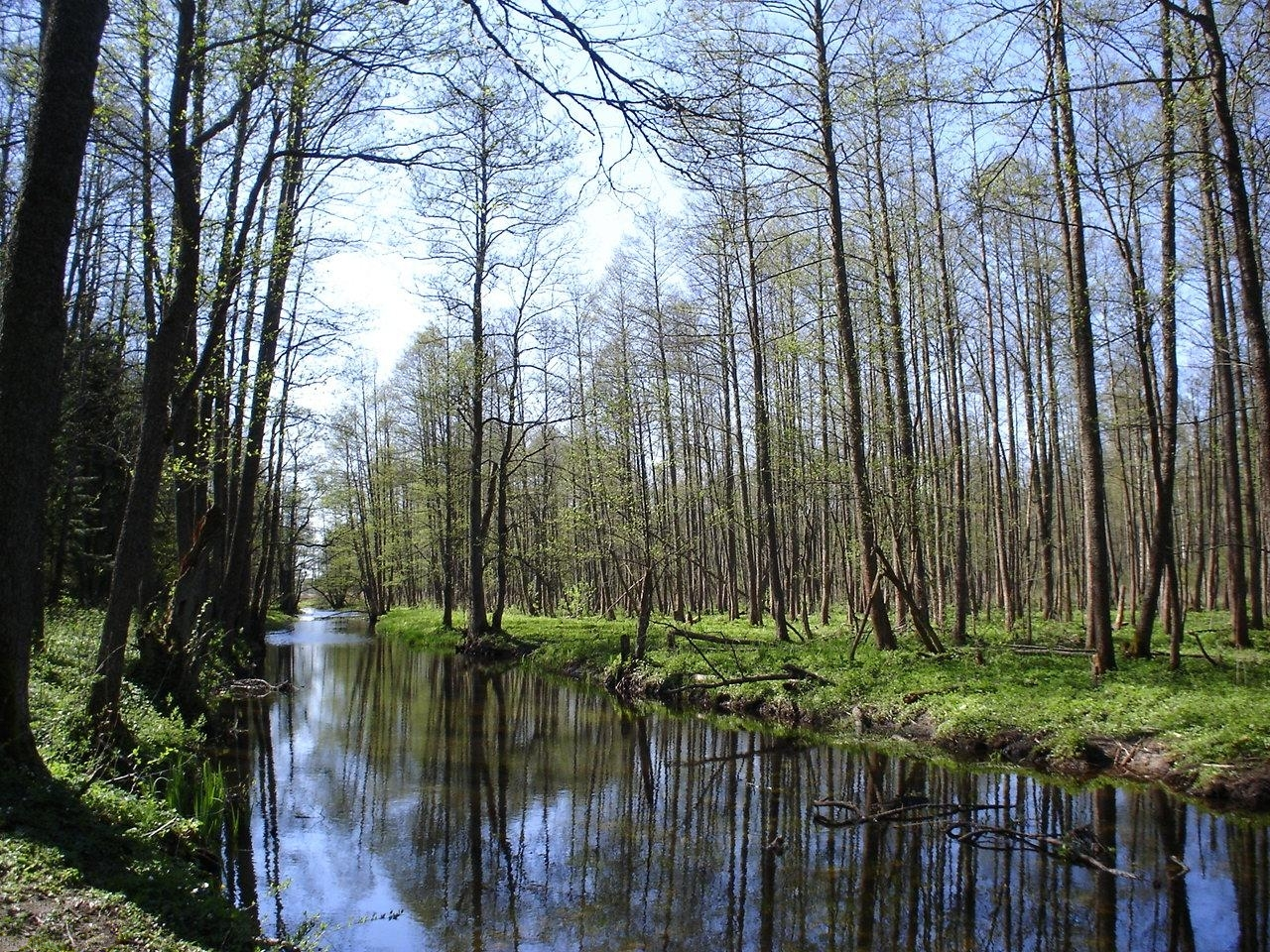
Río en Parque de Białowieża (Polonia.

La especie dominante y más representativa del parque es el bisonte europeo, que se habría extinguido de no haberse puesto en marcha su liberación en la zona y conversión de ésta en área protegida en 1932. En el parque habitan también otros ungulados como ciervos, alces, corzos, y jabalíes. Las aves y pequeños mamíferos son abundantes, así como los mustélidos (incluidos tejones y nutrias), zorros y gatos monteses, pero faltan por completo los grandes osos pardos que fueron exterminados en el siglo XIX. Los lobos y linces, que también fueron eliminados entonces, han sido reintroducidos en tiempos recientes. En los últimos años se ha detectado la presencia de perro mapache, especie invasora llegada desde Bielorrusia y Ucrania que puede originar problemas en el futuro. El bosque es cruzado por varios ríos con importantes concentraciones de peces y otros animales acuáticos, entre ellos el raro castor europeo, en peligro de extinción.
El éxito que siguió a la reintroducción del bisonte ha hecho que se proponga la de otros animales extintos en su hábitat natural que antaño habitaron los bosques europeos. Éste es el caso de unas cuantas parejas de lobos introducidas recientemente en la parte polaca del parque. Sin embargo, las autoridades del Bosque de Białowieża han rechazado varias veces la entrada en el parque del toro de los Heck o uro recreado, al que no han dudado en tachar de "fraude científico". Esto no ha ocurrido así con los caballos polacos de raza Konik, los más próximos al extinto tarpán o caballo salvaje europeo, que forman manadas tanto en la parte polaca del parque como en la bielorrusa.
La otra cara de la moneda es la reintroducción fallida del oso pardo en el bosque en 1938, debido tanto a la acción de los cazadores furtivos como a la invasión de Polonia por la Alemania nazi al año siguiente. 
El bosque cuenta también con al menos una especie invasora reciente, el perro mapache escapado de granjas peleteras rusas a principios del siglo XX.

## Historia
Desde el final de la última Era Glacial, la zona ha estado cubierta por bosques mixtos muy densos. Esto, sumado a la despoblación que hasta finales de la Edad Media se daba en la zona, mantuvo el bosque intacto. Ni siquiera se abrieron caminos en su interior y hasta el siglo XIV las escasas rutas comerciales que lo atravesaban lo hacían siguiendo el curso de los ríos.

### Coto de caza de los reyes polacos
A finales del siglo XIV comenzaron a limitarse los derechos de caza en el bosque de Białowieża y en el XV pasó a ser propiedad de la corona polaca por orden del rey Vladislao II. La intención del rey era alimentar a su ejército con los animales cazados en el bosque en la víspera de la Batalla de Grunwald (1410) contra los caballeros de la Orden Teutónica, a los que derrotó estrepitosamente. En 1426, el bosque, virtualmente ajeno al mundo exterior, se convirtió en un refugio perfecto para las personas que huían de la plaga de peste que se acababa de desatar. Segismundo I el Viejo institucionalizó definitivamente los derechos exclusivos de la Corona sobre el bosque y su fauna en 1538, cuando decretó que todo aquel que matase un bisonte o un uro sería ejecutado. Posteriormente se construyó un refugio de caza real en la cercana población de Białowieża, cuya población fue liberada de servir a los nobles feudales en 1639 con la condición de que trabajasen como guardas forestales para el rey. El bosque se dividió administartivamente en 12 áreas triangulares para facilitar su cuidado. Bajo el reinado de Juan II Casimiro se estimuló la emigración de nuevos guardias forestales desde Masovia y Podlasia y se crearon un gran número de aldeas en el interior del bosque.

### Dominio ruso
El Reparto de Polonia dejó la zona bajo dominio del zar Pablo I, el cual expulsó a los campesinos asentados dentro del bosque y los devolvió a la servidumbre. Repartió los siervos y terrenos de caza entre distintos nobles y generales rusos de su confianza y abolió cualquier clase de restricción en la caza de los animales. Como consecuencia, en sólo 15 años el número de bisontes europeos en el futuro parque pasó de 500 a menos de 200. En 1801 Alejandro I de Rusia limitó de nuevo la caza e introdujo otra vez campesinos polacos para que se ocuparan del bosque, por lo que el número de bisontes creció hasta los 700 en 1830. Sin embargo, cuando los 500 campesinos destacados en el bosque se unieron a la rebelión polaca contra el dominio ruso de 1830-1831, fueron expulsados y las restricciones abolidas de nuevo.
En su visita de 1860, Alejandro II decidió proteger de nuevo a los bisontes, pero ordenó que todos los lobos, linces y osos de la zona fueran exterminados. En 1888, el Bosque de Białowieża pasó de forma completa a ser propiedad de los zares de Rusia, que lo convirtieron de nuevo en un coto de caza exclusivo. Dado el valor de los bisontes europeos, tan escasos en esa época, los zares los convirtieron en objetos de regalo habituales para los reyes europeos con los que mantenían buenas relaciones, quienes a su vez los donaban a parques zoológicos de todo el continente. Por otra parte, los rusos introdujeron de forma masiva ciervos y alces para aumentar las exiguas poblaciones locales. La última y mayor de las cacerías rusas en Białowieża tuvo lugar en 1912.

### Primera Guerra Mundial
El bosque sufrió su mayor impacto durante la Primera Guerra Mundial. En agosto de 1915, los alemanes ocuparon la zona e iniciaron la deforestación de grandes áreas con el fin de construir 200 kilómetros de ferrocarril con el que conectar las nuevas industrias madereras que ordenaron construir en Hajnówka, Białowieża y Gródek. Los animales fueron cazados de forma masiva para alimentar a las tropas en el frente y posteriormente por los soldados alemanes y los furtivos rusos y polacos que se refugiaron en las entrañas del bosque, hasta que las tropas polacas recuperaron su control en febrero de 1919. Justo un mes antes se había cazado el último bisonte  que vivía libre en Polonia.

### Segunda República Polaca y parque nacional

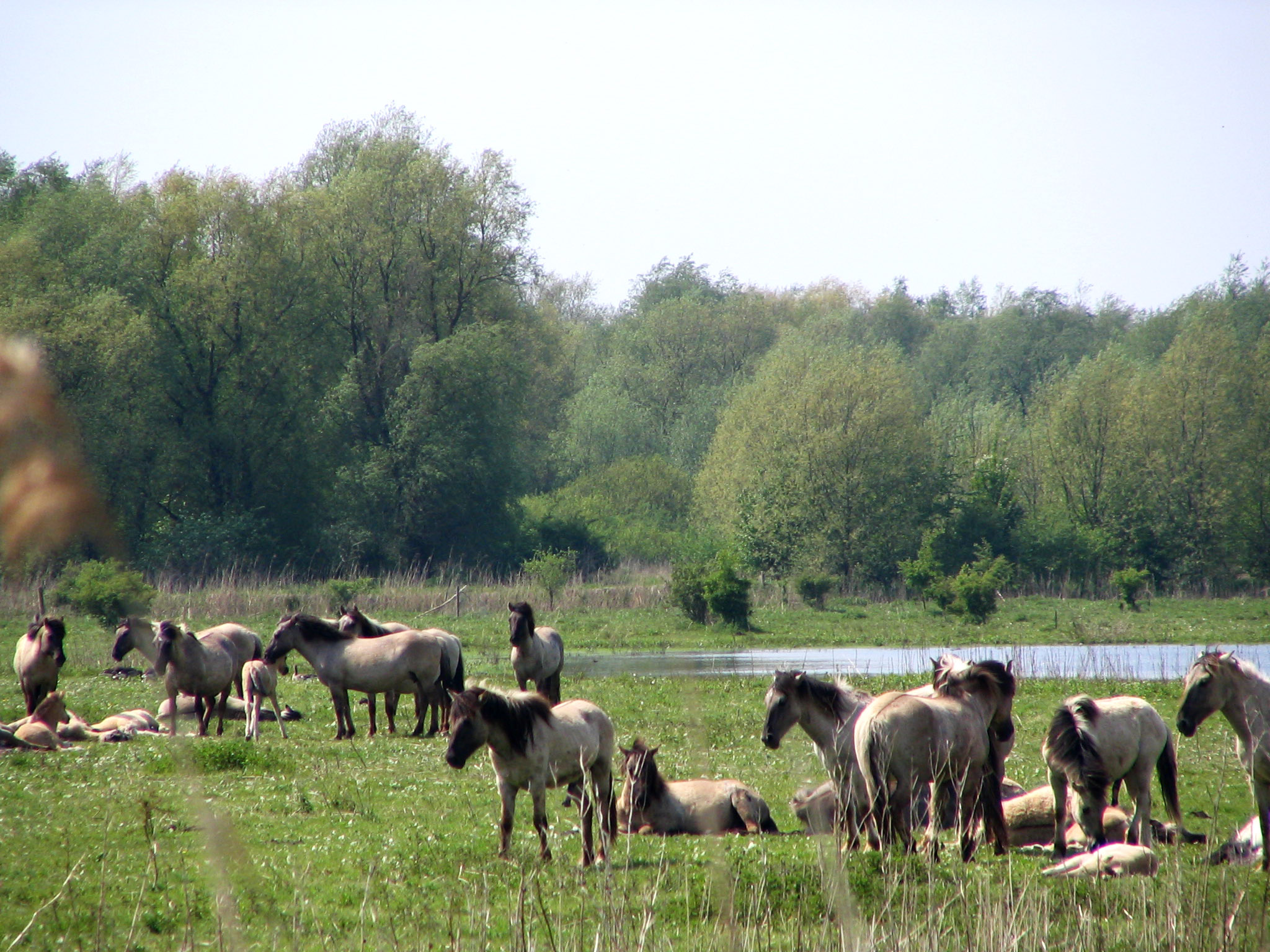
Koniks de Oostvaardersplassen, Holanda. La misma raza, "mejorada" para acentuar su parecido con el extinto tarpán, fue introducida en Białowieża durante la época comunista.

La zona central del Bosque de Białowieża fue declarada Reserva nacional tras la Guerra Polaco-Soviética de 1921. Con el fin de recuperar el bisonte europeo (entonces extinto en Polonia) el gobierno polaco compró cuatro ejemplares a distintos parques zoológicos europeos y los introdujo en la zona en 1929. 
En 1932 se amplió la zona protegida a todo el bosque, que desde entonces fue convertido en parque nacional, con el fin originario de proteger a los pocos bisontes introducidos. Posteriormente se introdujeron algunos más, y los bisontes también consiguieron reproducirse sin problemas. Sumaban un total de 16 miembros cuando estalló la II Guerra Mundial en 1939. 
De acuerdo con los pactos germano-soviéticos, las tropas de Stalin ocuparon la zona y arrestaron a la población local y los encargados del parque, que fueron deportados a los gulags de Siberia. En su lugar se instalaron leñadores rusos que en 1941 fueron arrestados a su vez por los alemanes y enviados a campos de concentración. Los planes iniciales de Hermann Göring eran convertir Białowieża en el mayor coto de caza del mundo, destinado al recreo de los altos estamentos del Tercer Reich. Por suerte, esto no llegó a cumplirse, pero la violencia de la guerra no desapareció de la zona: entre 1941 y 1944 el bosque sirvió de refugio a guerrilleros polacos que luchaban contra la ocupación alemana, y los militares germanos respondieron a ello organizando matanzas de población civil en la región como represalia. En julio del 44 el Ejército Rojo capturó de nuevo el bosque, que no fue reconocido como área protegida y reabierto al público hasta 1947, ya dividido entre un área de dominio soviético y otra de propiedad polaca. Aunque siguieron como áreas separadas, las autoridades colaboraron durante la época comunista para continuar el proceso de recuperación del bisonte europeo e iniciar el de recreación del tarpán a partir del caballo konik.
El 8 de diciembre de 1991 se reunieron en la parte bielorrusa del bosque los políticos Stanislav Shushkévich, Leonid Kravchuk y Borís Yeltsin para acordar la disolución de la URSS mediante el llamado Tratado de Belavezha y la consiguiente creación de la Comunidad de Estados Independientes (CEI). En 2017, científicos y ecologistas acusan al gobierno polaco de Beata Szydło de llevar el ecosistema del bosque de Białowieża al “borde del colapso”, un año después de que un nuevo plan forestal ha permitido que se triplique la tala y se levante la prohibición de talar las zonas vírgenes del bosque.